# 陳裕宗
陳裕宗（ちんゆうそう、ベトナム語: Trần Dụ Tông）は、陳朝大越の第7代皇帝。名は陳 暭（ベトナム語：Trần Hạo / 陳暭）、または陳 日煃（ベトナム語：Trần Nhật Khuê / 陳日煃）とも。

## 生涯
第5代皇帝・明宗の十男。開祐13年（1341年）に長兄の憲宗が早世すると、兄の陳元昱は疎狂（雑で気違い）という理由で太上皇として健在であった父に退けられ、代わってわずか6歳で皇帝に擁立された。実権は父が握っていた。
父同様に暗君だったといわれており、紹豊17年（1357年）の明宗の死後は実権を握るも、酒色に耽り奢侈を好むなどして国政を乱した。大治12年（1369年）に崩御、享年34。
裕宗には子がなかったため、甥の陳日礼が跡を継いだ。